# Marc Dutroux
Marc Dutroux (Ixelles, 6 de noviembre de 1956) es un asesino en serie belga, acusado de estar vinculado a una red de pedofilia, condenado por haber secuestrado, torturado y abusado sexualmente de seis niñas y adolescentes de edades entre los 8 y 19 años, de las cuales cuatro fueron asesinadas entre 1995 y 1996. También fue condenado por haber asesinado a un posible cómplice, Bernard Weinstein. Había estado en prisión en 1986. Su juicio, ampliamente publicitado, se llevó a cabo en 2004. Una serie de defectos en la investigación de Dutroux causó un descontento generalizado en la sociedad contra el suave sistema criminal de la justicia por lo que el subsiguiente escándalo generó una reorganización en los servicios de seguridad belgas.

## Biografía: su vida antes de los secuestros
Dutroux es el mayor de cinco hermanos; sus padres, ambos maestros, emigraron hacia el Congo Belga y luego volvieron a Bélgica en 1960. Se separaron en 1971 y Dutroux se quedó con su madre. Dejó su casa a los 16 años y trabajó por un corto período como gigoló. Se casó con su primera esposa cuando tenía 19 años; junto a ella tuvo dos hijos. Se divorció de ella en 1983. Para aquel entonces, Dutroux ya había tenido un amorío con Michelle Martin. Juntos, Dutroux y Martin tendrían tres hijos; se casaron en 1989 mientras estaban en prisión. Se divorciaron en 2003, nuevamente, mientras estaban en prisión.
Dutroux, un electricista desempleado tenía un oscuro pasado criminal en el que destacan el robo de vehículos, agresiones y tráfico de drogas.
En febrero de 1986, Dutroux y Martin fueron detenidos por violar a cinco niñas. En abril de 1989 Dutroux fue sentenciado a trece años y medio de prisión; Martin fue sentenciada a cinco años de cárcel. Mostrando buen comportamiento en prisión, Dutroux fue puesto en libertad condicional en abril de 1992 tras cumplir algo más de tres años de cárcel. Después de ser liberado, el director de la prisión recibió una carta de advertencia de la propia madre de Dutroux.
Tras su liberación, Dutroux logró convencer a un psiquiatra de que estaba discapacitado, obteniendo así una pensión gubernamental. También le fueron prescritas pastillas para dormir y sedantes, los cuales utilizaría después para drogar a las niñas.
Su carrera criminal incluía el comercio de coches robados hacia Checoslovaquia y Hungría; tráfico de drogas además de otros crímenes violentos como robos que le permitieron vivir lujosamente en la ciudad de Charleroi que tenía un alto índice de desempleo en aquella época. Compró siete casas, la mayoría de ellas vacías y usó tres de ellas para torturar a las niñas que él secuestraba. En su casa de Marcinelle cerca de Charleroi (Hainaut) donde vivió la mayor parte de su vida, comenzó a construir una mazmorra, que se asimilaba a una celda, donde encerraría a las niñas más pequeñas.

## Caso Dutroux

### Secuestros y arresto
Algunas cosas de las que se describen a continuación han sido proporcionadas por la fiscalía.
Julie Lejeune y Mélissa Russo (ambas de ocho años) fueron secuestradas juntas el 24 de junio de 1995 probablemente por Dutroux para luego ser encerradas en la celda construida por él mismo. Dutroux abusó repetidamente de las niñas y filmó videos de las agresiones sexuales.
An Marchal de 17 años y Eefje Lambrecks de 19 fueron secuestradas el 22 de agosto de 1995 mientras estaban en una excursión en Oostende, probablemente por Dutroux y su cómplice Michel Lelièvre, al que Dutroux pagaba con drogas. Desde que la mazmorra construida estaba en uso, Dutroux encadenaba a las niñas a una cama en una habitación de su casa. Su esposa estaba enterada de todas esas actividades criminales. La fiscalía cree que Dutroux mató a An Marchal y a Eefje Lambrecks varias semanas después aunque las circunstancias exactas de las muertes son desconocidas.
Avanzado 1995, Dutroux fue investigado por el robo de coches de lujo. Permaneció arrestado desde el 6 de diciembre de 1995 hasta el 20 de marzo de 1996. Julie Lejeune y Mélissa Russo murieron de inanición durante este tiempo porque estaban encerradas y la esposa de Dutroux no se animaba a bajar a la mazmorra a darles de comer.
Sabine Dardenne fue secuestrada y encarcelada en la mazmorra el 28 de mayo de 1996 en su camino hacia la escuela, por Dutroux y Lelièvre. Tenía 12 años. El 9 de agosto de 1996 estos dos hombres volvieron a secuestrar, esta vez a Laetitia Delhez de 14 años cuando volvía caminando a casa de noche desde una piscina pública. La investigación policial encontró a un testigo visual de lo sucedido que pudo recordar parte de una matrícula que encajaba con la de Dutroux. Dutroux, su esposa Martin y Lelièvre fueron arrestados el 13 de agosto de 1996. El registro de sus casas no aportó pruebas de nada. Dos días después Dutroux y Lelièvre confesaron todo. Entonces, el mismo Dutroux contó a los investigadores acerca de la mazmorra que estaba construida en la casa. Sabine Dardenne y Laetitia Delhez fueron encontradas con vida allí el 15 de agosto.
En una entrevista realizada varios años después, Dardenne contaría que Dutroux le había contado que ella había sido secuestrada por un gánster que exigía un rescate a su familia, la cual no quería pagarlo y que entonces, el gánster planeaba matarla. Le dijo que tenía suerte de poder estar con él, que él no la mataría, a cambio de "favores". Dutroux dejó a la niña escribir varias cartas a su familia, las cuales Dutroux leyó pero que nunca envió. Dardenne guardaba un diario en el cual marcaba los días en los que Dutroux abusaba de ella.
El 17 de agosto Dutroux seguía con sus confesiones y le contó a la policía sobre una casa que él tenía en Sars-la-Buissière (Hainaut). Los cuerpos de Julie Lejeune y Mélissa Russo, como el de su posible cómplice Bernard Weinstein fueron encontrados en el jardín. Una autopsia reveló que las muchachas habían muerto de inanición. Por la parte de Weinstein, Dutroux apretó sus testículos hasta que este reveló dónde estaba escondido un dinero de ellos, para luego drogarlo y enterrarlo vivo. Según Dutroux, había matado a Weinstein porque no había dado de comer a las muchachas mientras él estaba bajo custodia. Finalmente, Dutroux también contó el lugar donde podían encontrarse los cuerpos de An Marchal y Eefje Lambrecks. Fueron encontradas el 3 de septiembre de 1996 en Jumet (Hainaut), enterradas bajo una choza próxima a una casa propiedad de Dutroux donde Weinstein había vivido tres años.
Se encontraron centenares de videos pornográficos en las casas de Dutroux junto con una considerable cantidad de videos pornográficos que Dutroux había hecho de su esposa Michelle Martin.

### Errores de la investigación y protestas sociales
Las autoridades fueron criticadas en varios aspectos de la investigación. Quizás el más notable fue que la policía había registrado la casa de Dutroux el 13 de diciembre de 1995 y lo hizo nuevamente seis días después en relación con el robo de coches. Durante estos mismo días, Julie Lejeune y Mélissa Russo estaban vivas y encerradas en la mazmorra de la casa. Sin embargo, no fueron encontradas por la policía. Además, la policía, al no sospechar que Dutroux era un secuestrador, torturador, violador y asesino, nunca registró la casa de este con perros o equipo especializado que hubiera podido ayudar a detectar la presencia de las niñas.
Muchas intenciones maliciosas de Dutroux no fueron seguidas con responsabilidad por parte de la policía, que pensaba que Dutroux no era más que un pobre hombre. Algo que también desató la furia social es que Dutroux había ofrecido dinero a un informante de la policía para que lo 'informara' de algunas niñas, además de contarle acerca de la mazmorra-cárcel que había construido en la casa. Además, la madre de Dutroux había escrito una segunda carta de advertencia a la policía informándoles que su hijo atraía a varias niñas a su casa.
La frustración y el enfado se generalizaron en la sociedad belga contra la policía que llevó a cabo una lenta investigación lo que le permitió a Dutroux y sus secuaces seguir atacando niñas inocentes. Este enfado llegó a su punto álgido cuando el juez encargado de la causa fue destituido tras participar en la recaudación de fondos llevada a cabo por las familias de las niñas. Su destitución desencadenó una marcha donde participaron 300.000 personas llamada la "White March" en la capital del país, Bruselas, en octubre de 1996, dos meses después del arresto de Dutroux, donde la multitud exigió entre protestas cambios urgentes en los servicios de policía y justicia del país.
Por otro lado, Jean-Marc Connerotte, el juez original de la causa, rompió a llorar ante los medios cuando tuvo que describir los coches blindados y los guardaespaldas armados que lo protegían de oscuras y muy poderosas personalidades que querían detener que la verdad saliera a la luz, agregando que nunca antes en Bélgica un magistrado había sufrido tanta presión. También llorando describió cómo la policía les había advertido a él y a otros jueces vinculados a la causa, que se habían contratado a sicarios para asesinarlos. Connerotte también confesó que la investigación estaba seriamente obstaculizada por la protección que el gobierno ejercía en favor de varios sospechosos. "Raramente ha sido puesta tanta energía en contra de una investigación", agregó el juez. Connerotte creía que la Mafia había tomado control del caso por lo que se creía que Dutroux y secuaces pertenecían a una organización.
Durante ese mismo periodo, el primer ministro de Bélgica Elio Di Rupo fue acusado por un prostituto gay de 18 años. 
La indignación pública refloreció en abril de 1998. Mientras era trasladado sin esposar hacia un tribunal, Dutroux agredió a uno de sus guardias y le sustrajo su arma, para luego escapar. Fue capturado unas horas después. El Ministro de Justicia Stefaan De Clerck, el ministro del Interior Johan Vande Lanotte, y el jefe de la policía dimitieron como resultado de la fuga. En el 2000 Dutroux fue condenado a 5 años por amenazar a un oficial de policía durante su fuga. En 2002, recibió otros 5 años de condena por crímenes no vinculados a estos.

### El juicio
El juicio contra Dutroux comenzó el 1 de marzo de 2004, siete años y medio después de su arresto inicial. Fue un juicio con jurado y fueron llamadas a testificar en torno a 450 personas. El juicio se celebró en Arlon, capital de la provincia Belga de Luxemburgo, donde habían comenzado las investigaciones. Dutroux fue juzgado por las muertes de An Marchal, Eefje Lambrecks y Bernard Weinstein, su posible cómplice. Inicialmente Dutroux confesó haberlos raptado a los tres negando los asesinatos pese a que anteriormente había confesado haber matado a Weinstein. Además, Dutroux fue juzgado por otros crímenes como robo de coches, secuestro, intento de asesinato e intento de secuestro, abuso sexual infantil y de tres violaciones no relacionadas con los asesinatos, de mujeres procedentes de Eslovaquia.
Martin fue juzgada como cómplice, igual que los otros dos acusados, Lelièvre y Nihoul. Para protegerlos, los cuatro acusados fueron puestos tras un vidrio blindado en la sala. Durante la primera semana del juicio, no fue permitido publicar fotografías de la cara de Dutroux en ningún periódico o medio de comunicación belga, por razones de privacidad. Durante el juicio, Dutroux siguió insistiendo en que él y sus cómplices eran parte de una organización pedófila de Europa de la cual también formaban parte oficiales de policía, empresarios, doctores y hasta algunos altos funcionarios políticos de Bélgica.
El 14 de junio de 2004 tras tres meses de juicio, el jurado llegó a la conclusión de que debían dictaminar un veredicto sobre Dutroux y los otros tres acusados. Los veredictos fueron dados a conocer el 17 de junio cuando el jurado encontró culpables de todos los cargos a Dutroux, Martin y Lelièvre absteniéndose de dictaminar un veredicto sobre Nihoul.
Después, Nihoul, un hombre de avanzada edad fue absuelto por la Corte de los secuestros y muerte de las niñas. El jurado fue llamado otra vez para que dieran un veredicto acerca de si Nihoul había sido o no, un cómplice de los tres condenados.

### Sentencia
El 22 de junio de 2004, Dutroux fue condenado a cadena perpetua, mientras que Martin fue condenada a 30 años de cárcel y Lelièvre a 25. Aunque Nihoul fue absuelto de los cargos de secuestro y conspiración, fue condenado por tráfico de drogas recibiendo una condena de 5 años de cárcel.
El caso Dutroux fue tan conocido que más de un tercio de belgas con el apellido "Dutroux" pidieron el cambio de este apellido entre 1996 y la celebración del juicio.[cita requerida]
Hoy día, Dutroux se encuentra encarcelado en confinamiento solitario en una celda de máxima seguridad donde una luz se enciende cada 7 minutos para observar si se encuentra ahí y en buen estado, sin raros comportamientos.

### Casos anexos
Durante el arresto de Michel Nihoul, Régina Louf declaró reconocerlo y aceptó ser testigo de una supuesta red de pedófilos en Bélgica bajo la denominación de testigo X1. Publicó un libro autobiográfico sobre el caso.

### Posteridad
En 2012, el diputado Laurent Louis amenazó con publicar las fotos de la autopsia de Julie y Melissa en internet para denunciar la institucionalización de la pedofilia en Bélgica.
El 20 de abril de 2012, en su página de Facebook, Laurent Louis indicó que Albert Mahieu le había dado el dossier del caso "Marc Dutroux" antes de su muerte, pidiéndole que continuara denunciando la pedofilia en Bélgica.

### Teorías de la conspiración
Otras investigaciones vincularon a Dutroux con organizaciones sádico-pederastas europeas. Se trataría de mafias muy poderosas, lo que convertía a este hombre y a sus secuaces en las personas más temidas de Bélgica siendo tratados como monstruos que había que encerrar en un castillo muy lejano y tirar la llave al mar como describían los mismos belgas. La organización fue conocida como Pink Ballets.[cita requerida]

## Galería

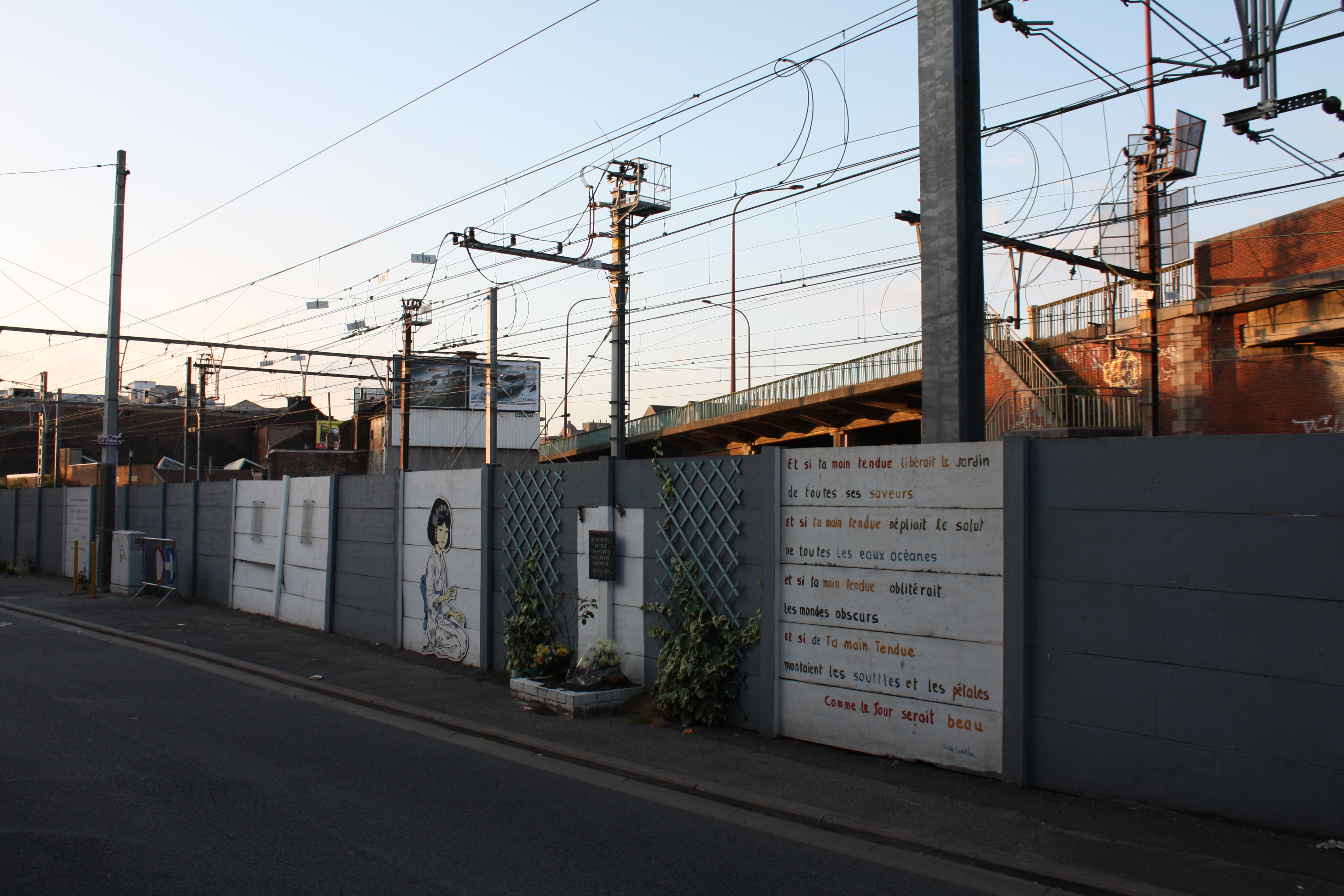
Muros en frente de la casa de Dutroux en Marcinelle.
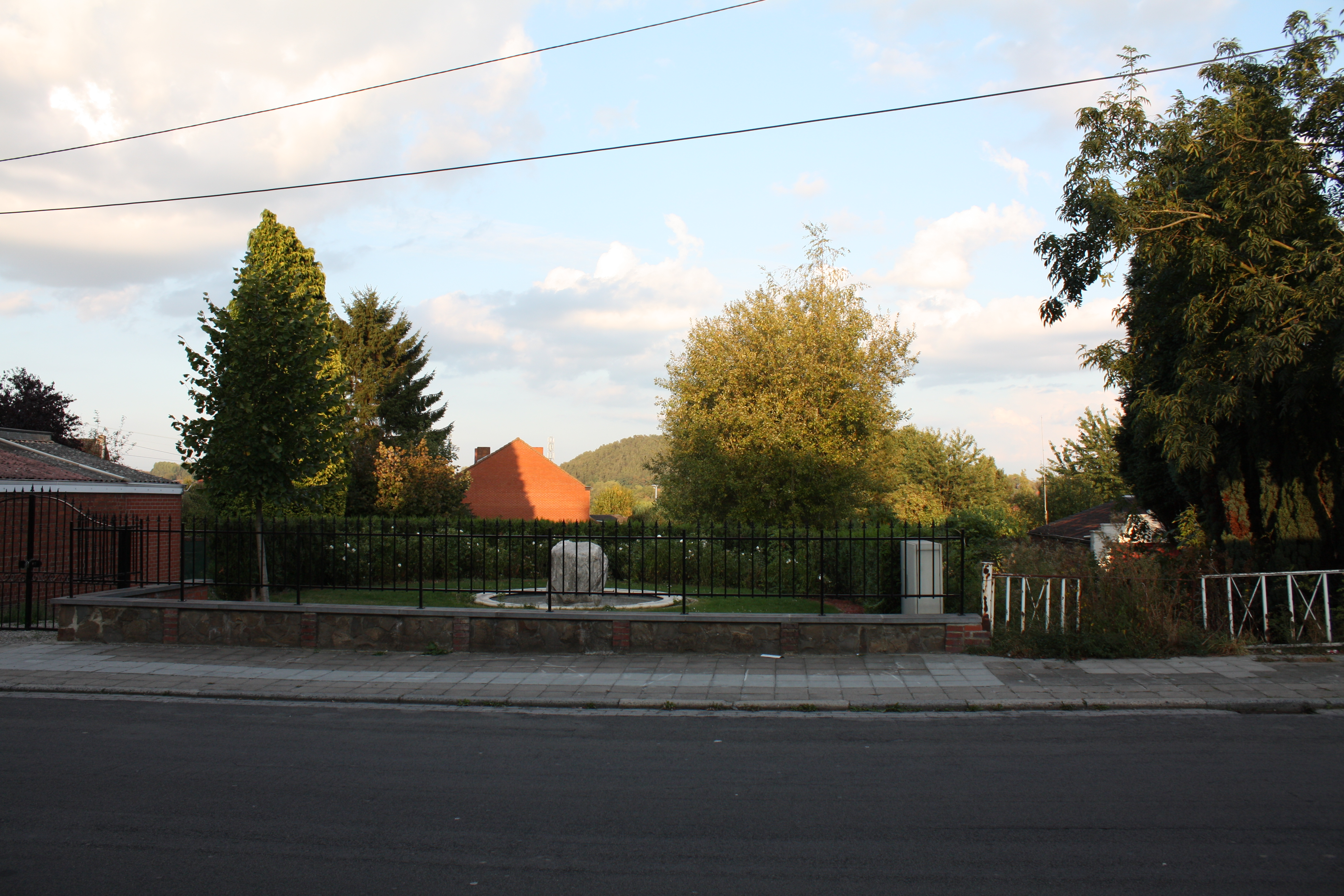
Casa de Dutroux en Jumet.
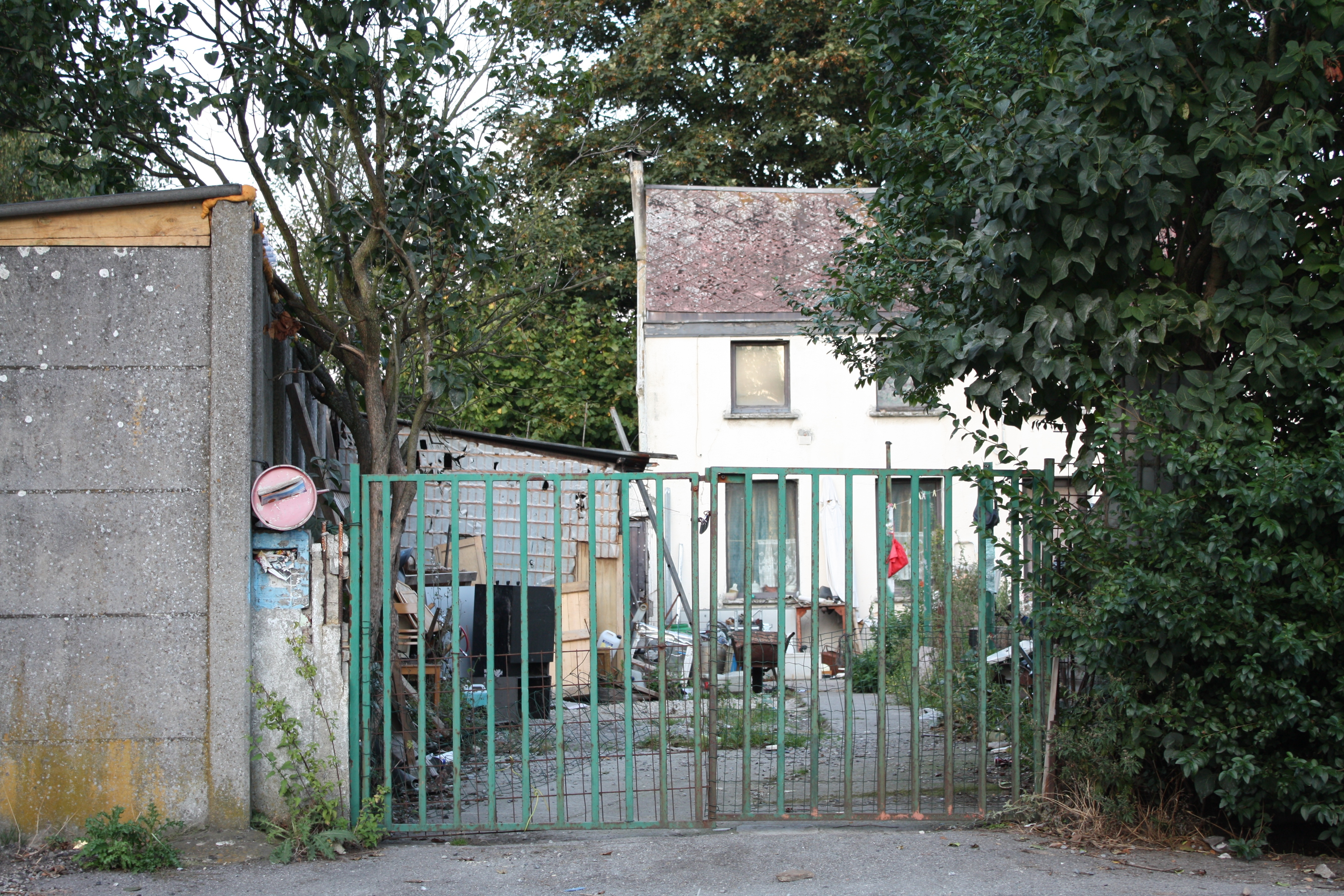
Casa de Dutroux en Marchienne-au-Pont.